# Maymena ambita
Maymena ambita är en spindelart som först beskrevs av Barrows 1940.  Maymena ambita ingår i släktet Maymena och familjen Mysmenidae. Inga underarter finns listade i Catalogue of Life.